# كيكيرتارسواتسيات
كيكيرتارسواتسيات (بالجرينلاندية: Qeqertarsuatsiaat)، هي مدينة تابعة لبلدية سيرمرسوك جنوب غرب جرينلاند التابعة لمملكة الدنمارك. يقع على جزيرة قبالة شواطئ بحر لبرادور. بلغ عدد سكانها 235 نسمة بحسب إحصاءات عام 2010. كانت تُسمى في السابق فيسكانيس (بالدنماركية: Fiskenæs) أو فيسكينست (بالدنماركية: Fiskenæsset).

## النقل والمواصلات

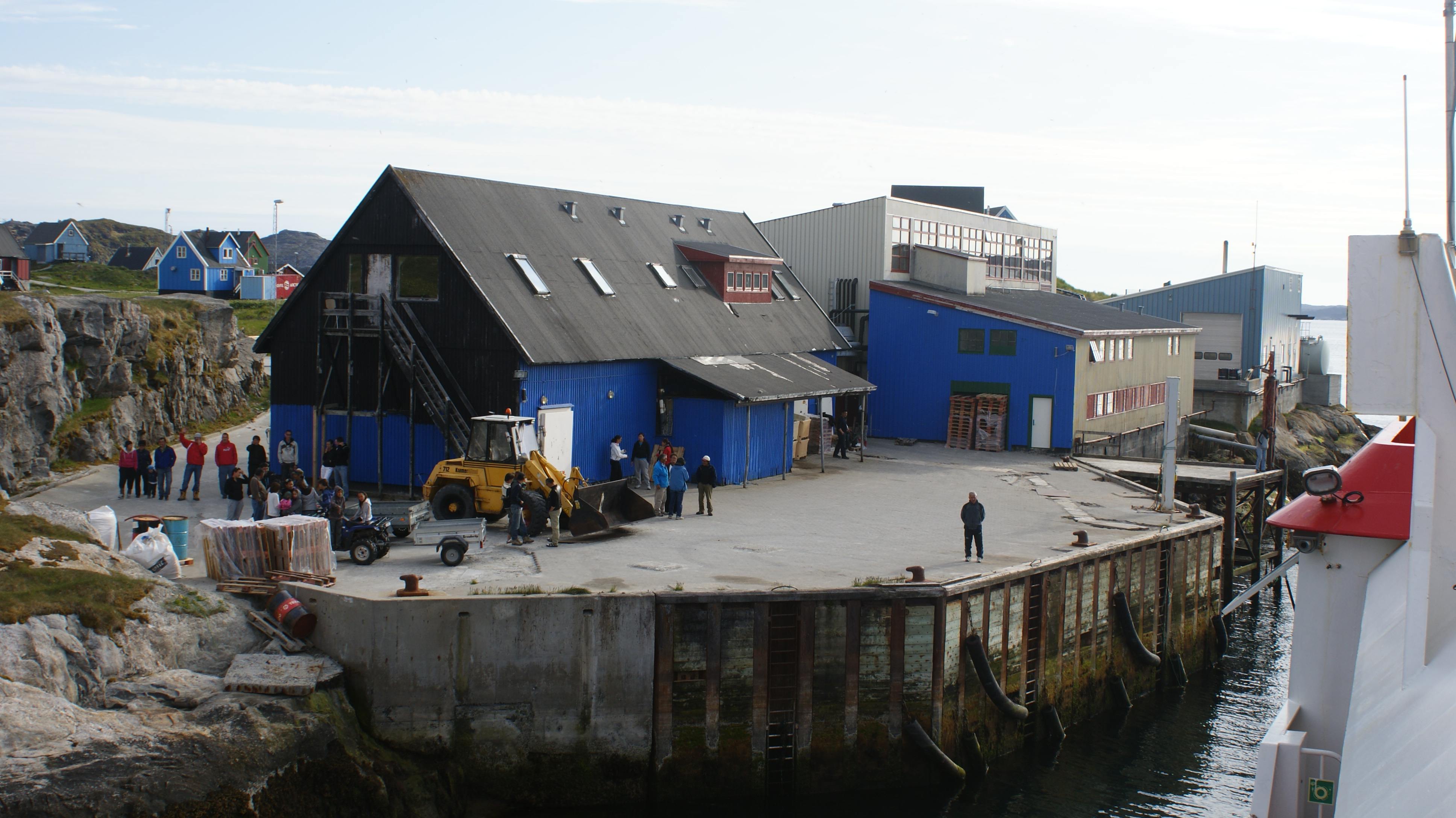
مرسى كيكيرتارسواتسيات.

كيكيرتارسواتسيات لديها مرسى خاص بخط أومياك القطبي الشمالي.

## السكان
بلغ عدد سكان كيكيرتارسواتسيات 235 نسمة عام 2010، فقد فقدت أكثر من ربع السكان خلال العقد الأخير من القرن العشرين، وفقدت حوالي 10% من السكان منذ عام 2000.